# Laramie (série télévisée)
Pour les articles homonymes, voir Laramie.
Laramie est une série télévisée américaine en 124 épisodes de 52 minutes, dont 93 en noir et blanc, créée par John Champion et diffusée entre le 15 septembre 1959 et le 21 mai 1963 sur le réseau NBC.
En France, la série a été diffusée à partir du 20 avril 1987 sur M6.

## Synopsis
Après la mort de leur père, tué par un hors-la-loi, Slim Sherman et son petit frère Andy (de 14 ans son cadet) ont choisi de continuer de s’occuper du ranch familial. En plus de la terre et des animaux, ils utilisent leur domaine comme un relais pour les diligences de passage. Dans le Wyoming des années 1870, il n’est pas rare que des bandits sèment la terreur. Pour les aider à faire face dans les moments durs comme au quotidien, les deux frères sont épaulés par Jess Harper, un tireur d’élite, et Jonesy, un ancien ami de leur père.

## Distribution
- John Smith : Slim Sherman

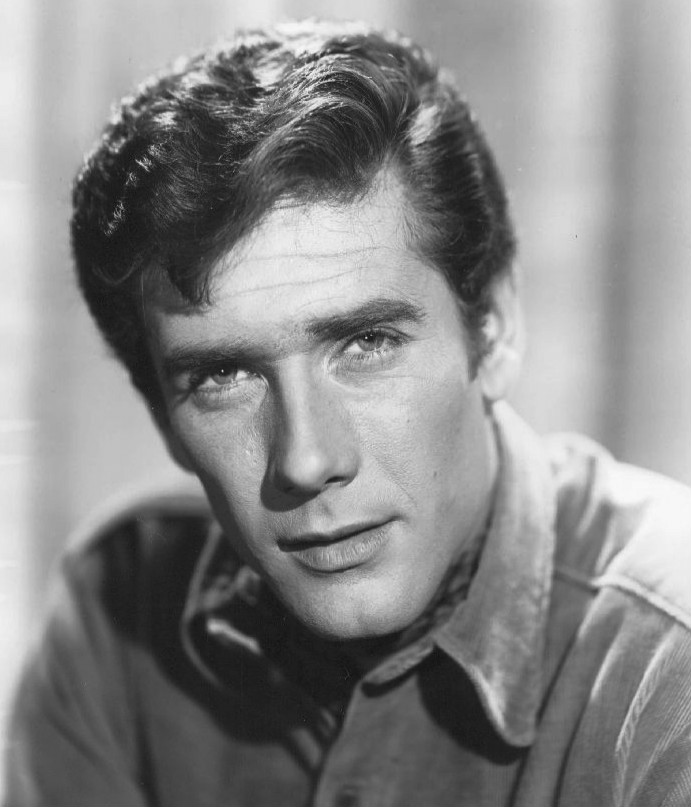
Robert Fuller.

- Robert Fuller (VF : Richard Darbois) : Jess Harper
- Hoagy Carmichael : Jonesy (1959-1960)
- Robert Crawford Jr. : Andy Sherman (1959-1961)
- Stuart Randall : Mort Corey, Sheriff (1960-1963)
- Spring Byington (VF : Lita Recio) : Daisy Cooper (1961-1963)
- Dennis Holmes : Mike Williams (1961-1963)

### Invités
- Mort Mills

## Épisodes
Saison 1 (1959-1960)
1. titre français inconnu (Stage Stop)
2. Route De La Gloire (Glory Road)
3. Cercle de Feu (Circle of Fire)
4. Route Fugitive (Fugitive Road)
5. titre français inconnu (The Star Trail)
6. titre français inconnu (The Lawbreakers)
7. Le capitaine de fer (The Iron Captain)
8. Poste restante (General Delivery)
9. La course à Tumavaca (The Run to Tumavaca)
10. titre français inconnu (The General Must Die)
11. Verdict foncé (Dark Verdict)
12. Homme de Dieu (Man of God)
13. titre français inconnu (Bare Knuckles)
14. titre français inconnu (The Lonesome Gun)
15. Nuit des hommes calmes (Night of the Quiet Men)
16. Le Pass (The Pass)
17. titre français inconnu (Trail Drive)
18. Jour de Vengeance (Day of Vengeance)
19. La légende de Lily (The Legend of Lily)
20. Mort Vent (Death Wind)
21. titre français inconnu (Company Man)
22. titre français inconnu (Rope of Steel)
23. Duel à Alta Mesa (Duel at Alta Mesa)
24. Rue de la haine (Street of Hate)
25. titre français inconnu (Ride or Die)
26. Heure après l'aube (Hour After Dawn)
27. Les Protecteurs (The Protectors)
28. titre français inconnu (Saddle and Spur)
29. Minuit de Rébellion (Midnight Rebellion)
30. titre français inconnu (Cemetery Road)
31. titre français inconnu (Men of Defiance)

## Commentaires
- Cette série, créée la même année que Bonanza, est la première du genre « western familial ».
- Parmi les stars en devenir à être apparu dans ce western, figurent notamment Charles Bronson, Lee Van Cleef, James Coburn ou Ernest Borgnine[1].